# Hylarana aurantiaca
Hylarana aurantiaca är en groddjursart som först beskrevs av George Albert Boulenger 1904.  Hylarana aurantiaca ingår i släktet Hylarana och familjen egentliga grodor. IUCN kategoriserar arten globalt som sårbar. Inga underarter finns listade i Catalogue of Life.